# Gnomidolon ubirajarai
Gnomidolon ubirajarai är en skalbaggsart som beskrevs av Joly 1990. Gnomidolon ubirajarai ingår i släktet Gnomidolon och familjen långhorningar.
Artens utbredningsområde är Venezuela. Inga underarter finns listade i Catalogue of Life.